# Glycerella magellanica
Glycerella magellanica är en ringmaskart som först beskrevs av McIntosh 1885.  Glycerella magellanica ingår i släktet Glycerella och familjen Glyceridae. Inga underarter finns listade i Catalogue of Life.